# Acid Blue 48
Acid Blue 48 ist ein Triphenylmethanfarbstoff aus der Gruppe der Säurefarbstoffe.

## Gewinnung und Darstellung
Acid Blue 48 kann durch Disulfonierung von C.I. Solvent Blue 23 (C.I. 42760).

## Verwendung
Acid Blue 48 wird zum Färben von Leder und Textil verwendet.

## Externe Links zu erwähnten Verbindungen
1. ↑  Externe Identifikatoren von bzw. Datenbank-Links zu Acid Blue 48 Mononatriumsalz:  CAS-Nr.: 30586-15-3, EG-Nr.: 608-505-3, ECHA-InfoCard: 100.113.180, PubChem: 8507, ChemSpider: 23350747, Wikidata: Q132125990.
2. ↑  Externe Identifikatoren von bzw. Datenbank-Links zu Solvent Blue 23:  CAS-Nr.: 2152-64-9, EG-Nr.: 218-441-4, ECHA-InfoCard: 100.016.766, PubChem: 16534, ChemSpider: 15674, Wikidata: Q27159190.